# Zalepidota friburgensis
Zalepidota friburgensis är en tvåvingeart som först beskrevs av Tavares 1917.  Zalepidota friburgensis ingår i släktet Zalepidota och familjen gallmyggor. Inga underarter finns listade i Catalogue of Life.